# Driopitec

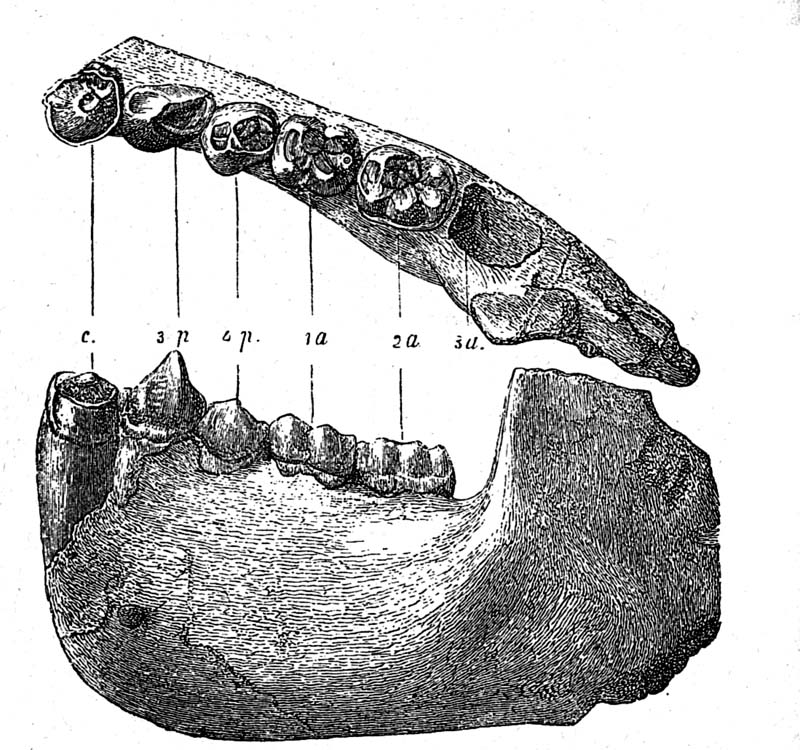
Maxilar de Driopitec

Driopitecul (Dryopithecus) este un gen de primate care au trăit în perioada 20 000 000 - 8 000 000 î.Hr., adică în Pliocen, fiind strămoșul comun al maimuțelor, punctul din care a început evoluția speciei premergatoare spre genul Homo.
Dryopithecus sunt maimuțe antropoide primitive care au trăit în timpuri cu climă caldă. Sunt maimuțe arboricole - ele locuiau în arbori deoarece existau mulți prădători și pentru a se păzi mai bine, ele se urcau in vârful arborilor. Ele se hrăneau cu fructe, frunze. Însă aceasta nu a durat mult timp, deoarece clima s-a schimbat și plantele gigantice care aveau o adaptare la condițiile de creștere cu clima caldă au dispărut și au fost înlocuite cu plante cu frunza căzătoare, astfel încât Dryopithecus nu mai erau protejate ca înainte. Astfel, ele au fost nevoite să-și schimbe locul de trai și modul de hrănire: deși au rămas erbivore, frunzele au fost înlocuite cu scoarță de copac, semințe, rădăcini etc. Deoarece au început să consume un alt tip de hrană, s-a schimbat și forma corpului, crescând în dimensiune. Pădurile au fost înlocuite cu zonele deschise de stepă. Primatele au fost nevoite ca să-și dezvolte unele părți ale corpului, deoarece erau nevoite să se apere de dușmani. De la ele pornesc două ramuri: prima este Ponginae (maimuțele antropomorfe actuale - cum sunt urangutanul, gorila, cimpanzeul), iar a doua grupă, din care posibil a evoluat și omul, este Hominidae.